# مؤامرة الوثائق الفارغة الإسبانية
كانت مؤامرة الوثائق الفارغة الإسبانية عبارة عن مؤامرة كاثوليكية مزعومة مؤيدة للإسبان في اسكتلندا، وقد تم اكتشافها في أواخر عام 1592. وقد تم اكتشاف عدد من الخطابات المرسلة إلى إسبانيا، وقد اشتملت على أوراق فارغة موقع عليها من خلال نبلاء بارزين.

## الخلفية
فشل أسطول الأرمادا الإسبانية في محاولته لاحتلال انجلترا في عام 1588. ومع ذلك، استمرت حرب إنجلترا وإسبانيا غير المعلنة. وكانت مملكة اسكتلندا تحت حكم جيمس السادس مقسمة حسب الدين، رغم السيطرة الرسمية لكنيسة اسكتلندا في هذه الفترة بالشكل المشيخي. وقد كان النبلاء الإسكتلنديون يغلون اضطرابًا، في حين كان يعمل الملك على تأكيد السيطرة الإدارية والسياسية على الدولة ضد الفتن الطائفية والدينية. وقد اشتملت بعثة يسوعية تهتم بشئون اسكتلندا على ويليام كريشتون ووروبرت آبركرومبي، وقد كانت تتطلع إلى المساعدة من إسبانيا من أجل تحسين أهداف الإصلاح المضاد في الجزر البريطانية.

## الاكتشاف
تم إرسال أندرو نوكس، كاهن بيزلي، لاعتقال جورج كير، ابن كارك كير من نيوباتل. وقد كان جورج كير على وشك السفر إلى إسبانيًا بحرًا عبر الساحل الغربي لاسكتلندا، وكان يحمل رسائل مُجرّمة. وقد تم اعتقاله أثناء الليل في جزيرة كامبراي. و«الوثائق الفارغة» التي تم اكتشافها مع خطابات أخرى في صندوق على قارب كير كانت عبارة عن مستندات موقعة من قبل أربعة أعضاء من النبلاء الكاثوليك في اسكتلندا، وكانت قد تركت لتتم تعبئتها. في البداية، افترض الدبلوماسي الإنجليزي روبرت باويز أن تلك الوثائق كانت مكتوبة بالحبر السريومكتوبة «بالزاج الأبيض».
وقد تم نقل جورج كير، وخادمه، والخطابات إلى إدنبرة، وتم فحصها من خلال مجلس الوثائق السرية في الثاني من يناير عام 1593. وتحت التعذيب، أقر كير بأن تلك الوثائق كان سيتم تعبئتها من خلال كريشتون، من أجل توجيه الغزو الإسباني. وفي محاولة للإضرار بجيمس السادس (كما قيل)، كان كير يحمل كذلك نسخة من ورقة لتحديد الموقف من قبل الملك من أجل تحديد الميزات المحتملة التي تتاح له عند قبول المساعدة الإسبانية.

## التحقيق
تورط ثلاثة إيرلات بارزلين بشكل مباشر:
- ويليام دوجلاس، الإيرل العاشر لأنجوس
- فرانسيس هاي، الإيرل التاسع لإيرول
- جورج جوردون، الإيرل السادس لهانتلي

والتوقيع الرابع الذي تم اكتشافه على الورق كان يخص السير باتريك جوردون من أوشندون، وقد تم منح الفرصة حتى الخامس من فبراير لإيرول وهانتلي للظهور وشرح موقفهما: ولكنهما لم يقوما بذلك، واختفيا في الشمال. وقد واجههم الملك في الرابع والعشرين من أكتوبر، على الطريق من سوترة إلى فالا، إلى الجنوب الشرقي من إدنبرة، حيث أوضحوا أن تلك الوثائق الفارغة كانت تتعلق بدعمهم لليسوعيين في اسكتلندا.
وقد اشتملت قائمة المشاركين الآخرين على:
- أليكساندر، لورد هوم[4]
- السير جيمس شيشولم من كرومليكس
- ديفيد جراهام، ليرد فينتري.[4] كونه كاثوليكيًا، تم إعدامه في الخامس عشر من فبراير عام 1593.[7]
- هيو باركليز من ليديلاند[8]
- جون أوجيلفي

## النتائج المترتبة
ظهرت رواية رسمية للمخطط في فبراير من عام 1593، ومن المفترض أن من كتبها كان جون دافيدسون. ولم تشتمل بأي حال من الأحوال على كل الخطابات التي تم اكتشافها، وقد اشتملت على مجموعة من المرتبطين بوليام سيمبيل في عام 1589، وكان الارتباط أنه عندما تم اكتشاف خادم سيمبيل في بريطانيا يحمل خطابات إلى دوق بارما، كانت تحتوي على مجموعة رسائل من هانتلي وإيرول.
وقد تغيرت تصورات جيمس السادس بعد تلك الاكتشافات: فالبعض افترض أن هذا الأمر قد أظهر أن الملك وافق على الأقل بشكل ضمني على التعامل مع الإسبان، في حين أن عددًا أكبر قد رأى أن ذلك نجم عن التراخي في إجراءات التصدي للكاثوليكية.

## وصلات خارجية
- Saenz-Cambra, Concepción, 'Colonel William Sempill of Lochwinnoch (1546-1630): A Strategist for Spain', Tiempos Modernos, no.13 (2006).